# あだちつよし
あだち つよし（1964年 - ）は、日本の漫画家。新潟県上越市有間川出身、東京都西東京市在住。

## 作品リスト

### 連載
- 鉄拳児耕助（『フレッシュジャンプ』1985年4月号[2] - 1989年1月号[3]（最終号）→『月刊少年ジャンプ』1989年3月号 - 1989年7月号、集英社、全12巻）
- FIGHTING COCK（『スーパージャンプ』1990年9月号 - 1992年17号、集英社、全5巻）
- むしむしころころ（原作：武論尊、『スーパージャンプ』1993年4号 - 1996年18号、全11巻）
- PIT BULL-闘牛-（『スーパージャンプ』1998年 - 1999年連載、全3巻)
- GO FOR ぶれいく（原作：武論尊、『スーパージャンプ』1999年21号 - 2000年20号、全3巻）
- 殴人K（原作：宮崎克、『ビジネスジャンプ』2006年2号 - 2006年12号、集英社、全1巻）
- スパイハンドラー 怜とミレイ（原作：真刈信二、『週刊現代』2004年6月26日号 - 2005年3月12日号[4]、講談社、全1巻）
- 震災列島（原作：石黒耀、『週刊現代』2005年4月9日号 - 、講談社）
- 赤と鉄（原作：鍋島雅治、『週刊漫画ゴラク』2007年 - 2008年連載、日本文芸社、全2巻）
- 女帝NEO・美姫（原作：倉科遼、『ケータイ★まんが王国』、全3巻）
- 怪奇まんが道（原作：宮崎克、『コミック特盛』夏号新耳袋アトモス[5] - 連載、ホーム社、全1巻）
  - 怪奇まんが道 奇想天外篇（原作：宮崎克、Webマンガサイト・Z連載[6]、ホーム社、全1巻）
- 戦車でホイホイ（監修：外薗昌也、原作：あかめありす、『コミクリ!』2018年3月9日[7] - 、講談社、既刊1巻）
- マインドハック（原作：宮崎克、『週刊漫画ゴラク』2021年10月22日号[8] - 2021年12月24日号、日本文芸社、全1巻）

### その他
- キン肉マン創作秘話（シナリオ協力：篁光太郎、『キン肉マン 大解剖』収録[9]、三栄書房）